# Photo-Secession

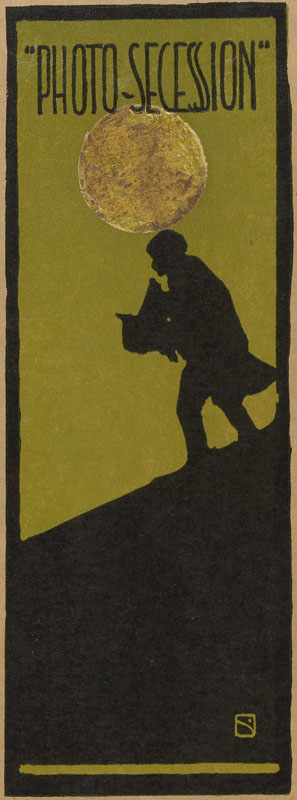
"Photo-Secession" Logo. Autor desconocido

Photo-Secession fue un movimiento artístico fundado en 1902 en Nueva York por Alfred Stieglitz junto a Edward Steichen y Alvin Langdon Coburn. La denominación fue elegida como homenaje al simbolismo y la trasgresión vienesa de finales del siglo XIX.
En esta época, la fotografía era considerada una forma burda y fácil de reflejar la realidad más prosaica por su realización mecánica. Stieglitz, dedicado siempre a la lucha en defensa de la fotografía como arte, concibe Photo-Secession como la ruptura con las normas académicas, como una visión personal del mundo, basada en la expresión propia, independiente de toda tradición visual.
Stieglitz abogaba por la imagen que irradia sentimientos, que manifiesta el espíritu del creador, apelaba a la búsqueda ‘anti-fotográfica’ (visión interior y mirada exterior):

Desde entonces comencé mi lucha, o mejor, mi esfuerzo consciente por el reconocimiento de la fotografía como un medio nuevo de expresión que fuera respetado en su propio derecho, sobre las mismas bases que cualquier otra forma de arte.
Stieglitz

Otros fotógrafos de Photo-Secession fueron F. Holland Day, Frank Eugene, Gertrude Käsebier, Clarence H. White, John G. Bullock, William B. Dyer, Joseph T. Keiley y Eva Watson-Schütze entre otros. 'Camera Work' fue la revista oficial del grupo y se publicó entre 1902 y 1917.
The Little Galleries of Photo-Secession situada en el número 291 de la 5.ª Avenida de Nueva York, fue la galería abierta y dirigida por Stieglitz en 1905, para mostrar el arte moderno en Estados Unidos: muchos artistas de la emergente vanguardia europea exhibieron allí su obra, por primera vez en Estados Unidos. Fue conocida simplemente como la "291". El catálogo para la exhibición inicial de la Photo-Secession Gallery estaba encabezado de este modo: "Una protesta contra la concepción convencional de la fotografía pictórica".
Stieglitz apadrinó las nuevas manifestaciones fotográficas y, además, exhibió en sus galerías obras de Rodin, Matisse, Paul Cezanne, Picasso, Toulouse-Lautrec, Brancusi, Henri Rousseau, Nadelman, De Zayas, Picabia; la escultura africana como arte, y pinturas espontáneas de niños; la primera muestra unipersonal de Alfred Maurer, John Marin, Arthur Dove, Marsden Hartley y Georgia O'Keefe. Mostró los primeros trabajos de Max Weber y Abraham Makowitz, tanto como los trabajos de Georges Braque, Gordon Craig y Gino Severini. Más tarde, Charles Demut y Gaston Lachaise y ya en 1912 publicó a Gertrude Stein.